# 傅娟
傅娟（1962年7月19日—），出生於台灣台北市，台灣女演員，父親為四川人，母親為山東人。丈夫為歐陽龍，是歐陽妮妮、歐陽娜娜、歐陽娣娣的母親。現為妮娜娣國際有限公司負責人兼經紀人，專責處理三個女兒的演藝事業。曾任臺北市大安區德安里里長。

## 演出作品

### 電影
| 年份   | 片名         | 飾演     |
| 1984年 | 《玉卿嫂》   | 金燕飛   |
| 1985年 | 《陽春老爸》 | 特別演出 |
| 1987年 | 《先生騙鬼》 | 小倩     |
| 2010年 | 《酷馬》     | 汪媽媽   |

### 電視劇
| 年份   | 頻道   | 劇名                                      | 飾演       |
| 1984年 | 華視   | 《鐵劍蘭花鷹》                            | 蘭花公主   |
| 1985年 | 華視   | 《愛情慢跑》－白馬王子                    | 郭小玉     |
| 1984年 | 中視   | 《神鵰俠侶》                              | 公孫綠萼   |
| 1985年 | 華視   | 《名劍風流》                              | 林黛羽     |
| 1986年 | 華視   | 《情濃半生緣》                            | 葛芸       |
| 1986年 | 華視   | 《情鎖》                                  |            |
| 1988年 | 華視   | 《皇帝與公主》                            | 阿溥格公主 |
| 1988年 | 華視   | 《冰點》                                  | 陽芷       |
| 1989年 | 華視   | 《甜蜜寶貝》                              |            |
| 1991年 | 華視   | 《風華絕代》                              | 錦繡       |
| 1992年 | 華視   | 《書劍恩仇錄》                            | 香香公主   |
| 1993年 | 華視   | 《包青天之貞節牌坊》                      | 張小嬋     |
| 1993年 | 華視   | 《歡喜樓》                                | 錢涓涓     |
| 1993年 | 華視   | 《夢蝶》                                  | 楊夢蝶     |
| 1994年 | 創新社 | 《天師鍾馗之六月雪》(新加坡與台灣 合拍版) | 竇娥       |
| 1994年 | 中視   | 《天師鍾馗之包公三請鍾馗》(台灣版)        | 林雪梅     |
| 1994年 | 中視   | 《火鶴》                                  | 季湘雲     |
| 1994年 | 中視   | 花系列 －《青蓮花》                       | 高宛玲     |
|        | 台視   | 《大紅包兒高高掛》                        | 三嫂       |

### 舞台劇
- 1993年《徵婚啟事》
- 1993年《雷雨》飾演 四鳳	(上映日期：1993年4月)
- 《西出陽關》

### 廣告代言
- 大眾電信PHS低電磁波形象廣告
- 中華基督教救助協會 弱勢兒童陪讀公益TVCF廣告-給夢一雙翅膀
- 佳格食品桂格肉類麥粉
- 德國百妮BIONEO活膚青春露
- 三立都會台《城市獵人》電視動畫版
- 康健人壽醫療保單廣告
- 20141216: DHC（營養補助食品，在廣告中與歐陽龍、妮妮、娜娜，以及娣娣扮演一家人）

## 音樂作品

### 專輯
| 年份   | 專輯名稱     | 語言 | 曲目 |
| ------ | ------------ | ---- | --- |
| 1986年 | 《十個夢》   | 國語 | 曲目 1. 愛會再來 2. 深愛著你 3. (告別)三月 4. 小太陽 5. 休止符 6. 飛向你身旁 7. 流浪的夢 8. 莫名的感覺 9. 等待也是一種喜悅 10. 流轉 |
| 2002年 | 《音樂童話》 |      | 曲目 1. Sunny & Nini with I love you Orchestra                                                                                      |

## 出版品

### 著作
- 19970401 《妮妮看天下》，出版社：希代書版，ISBN 9578086407
- 20000801 《我們都是這樣長大的》，出版社：貓頭鷹出版社，ISBN 9574691209
- 20050912 《回到20：傅娟抗癌、瘦身、養身全紀錄》，出版社：時周文化，ISBN 9789867586278
- 20060731 《小朋友美力》，出版社：大塊文化，ISBN 9789867059307
- 20070731 《妮子幫的幸福捲捲》，出版社：如何出版社，ISBN 9789861361390
- 20090729 《家有友友娜：歐陽娜娜的音樂冒險》，出版社：親子天下，ISBN 9789862411742

## 主持作品

### 電視節目
| 頻道       | 節目                       |
| 人間衛視   | 《生活大不同》             |
| 三立綜藝台 | 《黃金夜總會》             |
| 東森幼幼台 | 《YOYO讀書樂》             |
| 華視       | 《城門城門雞蛋糕》         |
| 華視       | 《七十二變》               |
| 東森綜合台 | 《巧婦當家》               |
| 衛視中文台 | 《女狼俱樂部之女人要好命》 |
| 民視       | 《第9堂課》                |

### 廣播節目
| 頻道     | 節目             |
| 飛碟電台 | 《生活大師》     |
| 台北之音 | 《傅里長馬上辦》 |
| 中廣     | 《快樂媽咪》     |

## 外部連結
- 傅娟的Facebook專頁
- 傅娟的新浪微博
- 傅娟的小红书账号
- 傅娟在互联网电影资料库（IMDb）上的資料（英文）
- 傅娟在香港影庫上的簡介
- 傅娟在豆瓣上的资料（简体中文）
- 傅娟在时光网上的簡介（简体中文）